# Angry Birds Seasons
Angry Birds Seasons is het tweede spel uit de Angry Birds-serie en kwam uit op 21 oktober 2010. Het werd ontwikkeld en uitgebracht door Rovio Entertainment. Het perspectief wordt getoond in de derde persoon.

## Ontwikkeling
In oktober 2010 bracht Rovio een speciale Halloween-editie uit, Angry Birds Halloween, toen alleen beschikbaar op Apple iOS. Angry Birds Halloween was een losstaande applicatie, die nieuwe Halloweenthema's en -muziek bevatte.
Ongeveer twee maanden later, in december 2010, verscheen Angry Birds Seasons op onder andere Apples iOS- en Android-apparaten. De Seasons-editie bevatte 25 Kerstmislevels, een voor elke dag tot Kerstmis, vergelijkbaar met een adventskalender.
Alle versies inclusief de Halloween-editie werden apart aangeboden, met uitzondering van de geadverteerde Android-versie. Angry Birds Halloween-gebruikers die speelden op iOS kregen de Seasons-niveaus als gratis upgrade. Aan de levels uit Angry Birds Halloween werd de naam Trick or Treat gegeven en tegelijkertijd kregen de Kerstmislevels de naam Season's Greedings.

## Hoofdstukken
|      | Datum     | Thema                                    | Naam                          | Levels                  |
| 2010 | 2010      | 2010                                     | 2010                          | 2010                    |
| ---- | --------- | ---------------------------------------- | ----------------------------- | ----------------------- |
| 1    | Oktober   | Halloween                                | Trick or Treat                | 45                      |
| 2    | December  | Kerstmis                                 | Season's Greedings            | 25                      |
| 2011 |           |                                          |                               |                         |
| 1    | Februari  | Valentijn                                | Hogs and Kisses               | 18                      |
| 2    | Maart     | St. Patrick's Day                        | Go Green, Get Lucky           | 18                      |
| 3    | April     | Pasen                                    | Easter Eggs                   | 18                      |
| 4    | Juli      | Zomer                                    | Summer Pignic                 | 30                      |
| 5    | September | Midherfstfestival                        | Mooncake Festival             | 33                      |
| 6    | Oktober   | Halloween                                | Ham'o'ween                    | 30                      |
| 7    | December  | Kerstmis                                 | Wreck the Halls               | 25                      |
| 2012 |           |                                          |                               |                         |
| 1    | Januari   | Chinees nieuwjaar                        | Year of the Dragon            | 15                      |
| 2    | Maart     | Lente                                    | Cherry Blossom                | 15                      |
| 3    | Juni      | Vakantie                                 | Piglantis                     | 30                      |
| 4    | Augustus  | School                                   | Back to School                | 20                      |
| 5    | Oktober   | Halloween                                | Haunted Hogs                  | 30                      |
| 6    | December  | Kerstmis                                 | Winter Wonderham              | 25                      |
| 2013 |           |                                          |                               |                         |
| 1    | Mei       | World Circus Day                         | Abra-Ca-Bacon                 | 30                      |
| 2    | November  | Antarctica                               | Arctic Eggspedition           | 25                      |
| 2014 |           |                                          |                               |                         |
| 1    | Juli      | Independence Day                         | South Hamerica                | 24                      |
| 2    | Oktober   | NBA Championship                         | Ham Dunk                      | 15 (+30 in app aankoop) |
| 3    | December  | Kerst                                    | On Finn Ice                   | 25                      |
| P    | Juli      | Verschillende evenementen rond de wereld | Pig Days                      | 61                      |
| 2015 |           |                                          |                               |                         |
| 1    | Februari  | NBA Championship                         | Ham Dunk: All-Star            | 30                      |
| 2    | Mei       | Zomervakantie                            | Tropigal Paradise             | 26                      |
| 3    |           |                                          | Invasion of the Egg Snatchers | 30                      |
| 4    |           | Winter                                   | Ski or Squeal                 | 25                      |
| 2016 |           |                                          |                               |                         |
| 1    | Februari  | Sprookjes                                | Fairy Hogmother               | 21                      |
| 2    | Maart     | Pruikentijd                              | Marie Hamtoinette             | 18                      |
| 3    | Juni      | Vakantiekamp                             | Summer Camp                   | 21                      |
| 4    | Augustus  | Film                                     | Piggywood Studios             | 2 x (18 + 3)            |
| 5    | Oktober   | Halloween                                | Hammier Things                | 24 + 3                  |
| 6    | December  | Vikingen                                 | Ragnahog                      | 25 + 3                  |

## Ontvangst
| Beoordeeld door | Jaar | Platform | Score |
| --------------- | ---- | -------- | ----- |
| GamerGen        | 2011 | Android  | 90%   |
| App Spy         | 2010 | iPhone   | 80%   |
| AppSafari       | 2010 | iPhone   | 70%   |